# 佛氏藓属
佛氏藓属（学名：Fleischerobryum），是珠藓科下的一个属。

## 下属物种
- 长柄藓 Fleischerobryum longicolle
- 大叶长柄藓 Fleischerobryum macrophyllum